# Ментавайцы
Ментава́йцы (самоназвания — сакалагая, чачалалегат) — народ в Индонезии, коренные жители архипелага Ментаваи к западу от Суматры. Численность — около 40 000 человек. Язык — ментавайский с диалектами, условно включается в западнозондскую зону австронезийской языковой семьи. Из религий распространены протестантизм и традиционные верования.

## Этнические группы
Сакалаганы — населяют о-ва Пагай-Утара и Пагай-Селатан; сакобау — о-ва Сипора, Сиберут.

## Хозяйство
Заняты ручным земледелием. Основные культуры — ямс, батат, банан, на заливных землях выращивают таро.
Важны также охота и рыболовство. Охотятся на оленей, обезьян. Прибрежные жители собирают моллюсков, ракообразных. Рыбу бьют с помощью лука и стрел. Разводят в домашних условиях свиней, кур, собак.

## Традиционный быт

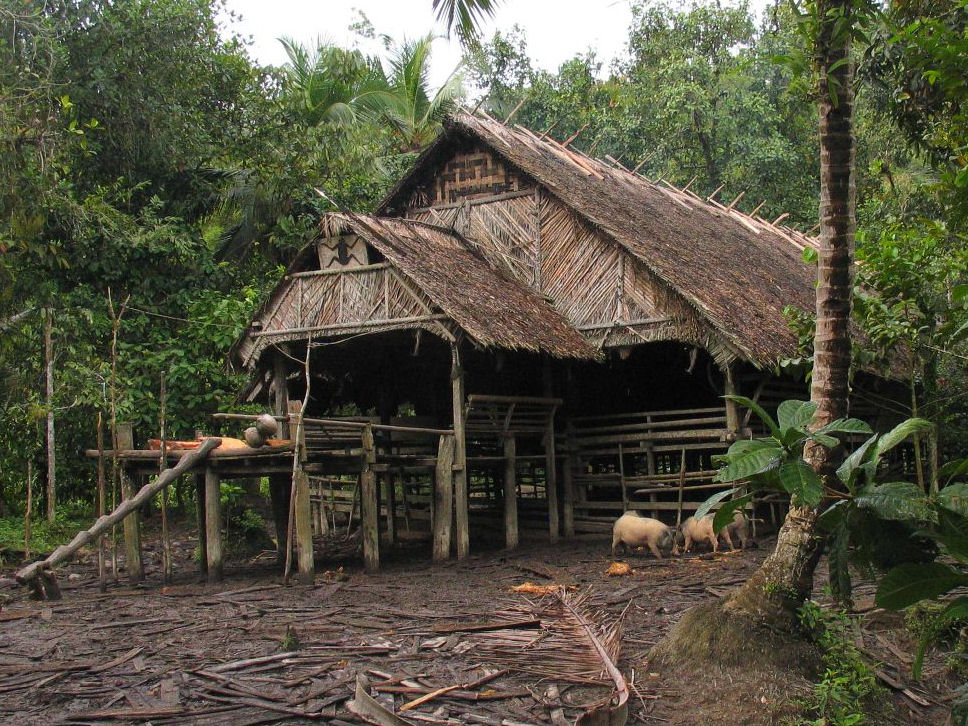
Ума — традиционный общинный дом ментавайцев

Поселение (лаггай) устраивается чаще вдали от моря, но на берегу реки. Планировка кучевая. Один или несколько больших домов составляют поселок, в таком доме селится 30—40 семей. Встречаются дома на одну семью. В поселке есть общинный дом, где ночуют юноши и гости. Там же находится хранилище черепов жертвенных животных. Жилище строится на бамбуковых сваях, центральная балка украшена резьбой, крыша — из пальмовых листьев или черенков ствола пальмы. Большой дом имеет длину 55—65 м, ширину — 10—15 м.
Одежда мужчин — набедренная повязка, у женщин — набедренная повязка и наплечная накидка из банановых листьев. Мальчики и девочки носят юбки из банановых листьев. Украшения — цветы гибискуса, браслеты, кораллы, раковины, изделия из медной проволоки. Женщины волосы завязывают в узел, мужчины спереди стригут, сзади — отращивают и смазывают кокосовым маслом.
Пища варёная или печеная. Это — клубни таро, ямса, маниока, батата, фрукты, сахарный тростник. Мясо — праздничный продукт.

## Социальная организация
Социальная организация архаична. Единица общества — сельская община. Род патрилинейный (мунтогат), есть возрастные классы. Роды отца и матери экзогамны. Брак моногамный, патрилокальный.

## Духовная культура
Из верований распространены культы духов предков, божества Тэтэу (старик, устраивает землетрясения), Батукерабау (бог войны).
Популярны гадания по внутренностям животных, по полету птиц, шаманство, знахарство. Проводятся инициации. Постройка дома — торжество.